# 粉叶紫堇
粉叶紫堇（学名：Corydalis leucanthema）为罂粟科紫堇属下的一个种。

## 扩展阅读
- 維基物種上的相關：粉叶紫堇